# 谢尔盖·斯帕索夫
谢尔盖·斯帕索夫（1984年7月14日—）是一名乌兹别克斯坦现代五项运动员，身高1.76米，体重70千克。曾参加2010年广州亚运会现代五项比赛，并获得男子个人第十六名和。